# Nästa man till rakning
Nästa man till rakning är en svensk tv-serie som sändes i SVT under 1993 efter ett manus av Stig Claesson. 

## Handling
Den skildrar händelser och diskussioner som äger rum på en herrfrisering, vars ägare (spelad av Janne "Loffe" Carlsson") klipper och konverserar människor av de mest underliga slag. 

## Skådespelare i urval
- Janne Loffe Carlsson
- Björn Gustafson
- Dan Ekborg
- Ernst-Hugo Järegård
- Margaretha Krook
- Svante Grundberg
- Lill-Marit Bugge
- Lottie Ejebrant